# Tipula (Acutipula) mungo
Tipula (Acutipula) mungo is een tweevleugelige uit de familie langpootmuggen (Tipulidae). De soort komt voor in het Afrotropisch gebied.